# Боб Ортон молодший
Роберт Кіт Ортон молодший (англ. Robert Keith Orton Jr., народився 10 листопада 1950 року), відомий під ринговим псевдонімом "Ковбой" Боб Ортон - американський професійний реслер у напіввідставці. Син професійного реслера Боба Ортона старшого, брат професійного реслера Баррі Ортона та батько професійного реслера Ренді Ортона. Найбільш відомий за час виступів у WWF (World Wrestling Federation, нині WWE). Він також виступав за кілька промоушенів у США, Японії та інших країнах.